# Robert E. Petersen
Robert Einar " Pete " Petersen (10 de septiembre de 1926 - 23 de marzo de 2007) fue un editor estadounidense y fundó el Petersen Automotive Museum en 1994.

## Biografía

### Primeros años de vida
Robert Einar "Pete" Petersen nació el 10 de septiembre de 1926 en el este de Los Ángeles, California de una familia de ascendencia danesa . De joven prendió sobre automóviles ayudando a su padre, un mecánico de camiones. Después de graduarse de Barstow High School, sirvió en el Cuerpo Aéreo del Ejército en la Segunda Guerra Mundial.

### Carrera Profesional
Después de la guerra, Petersen dejó Barstow, California, para Los Ángeles y encontró trabajo en Metro-Goldwyn-Mayer (MGM), donde se convirtió en publicista al cabo de un año.
Después de ser despedido durante los recortes de personal, Petersen y otros exmiembros del personal de MGM fundaron Hollywood Publicity Associates, una firma de consultoría. 
En 1947, la empresa recibió el encargo de publicitar a una exposición de hot rods que se celebró el invierno siguiente. Mientras trabajaba para promover la exposición, Petersen se dio cuenta de que no había medios específicos para los hot rods o hot-rodding, encontrando una oportunidad, Petersen y Robert Lindsay, otro miembro del equipo de promoción de la exposición, dejaron Hollywood Publicity Associates y comenzaron a desarrollar la revista Hot Rod .
El primer número de la revista, con una tirada de 5.000 copias, se publicó coincidiendo con la Exposición Hot Rod de Los Ángeles, el espectáculo para cuya publicidad se contrató inicialmente a Petersen y Lindsay. Los fundadores vendieron los ejemplares de la revista en las escaleras de la exposición. Después de un debut exitoso, la revista continuó agotando sus entradas y aumentando su número de lectores. A mediados de 1949, las ventas mensuales superaban las 50.000 copias.
A partir de esto, Petersen construyó su imperio editorial a partir de publicaciones con temas automotrices, incluidas Car Craft, Rod & Custom, Sports Car Graphic y Motor Trend. También publicó CARtoons, Guns & Ammo, SPORT, motorcyclist, Motor Life, Petersen's Hunting, Mountain Biker, Photographic, Teen, Tiger Beat y Sassy Magazine, 4 Wheel and Off Road.
En 1996, Petersen vendió su empresa Petersen Publishing Company a un fondo de capital privado por la suma de USD 450 millones, que, en 1999, fue vendida por 2.000 millones de dólares a la editorial EMAP . En 2001 fue vendido a Primedia . En 2007, las publicaciones entusiastas de Primedia, incluidos todos los títulos que alguna vez fueron Petersen, se vendieron nuevamente a Source Interlink, controlada por Ron Burkle . En 1999, Petersen compró Sports Afield de Hearst Corporation y lo vendió en 2002 a los propietarios de Safari Press .

### Muerte
Petersen falleció el 23 de marzo de 2007 en el St. John's Health Center de Santa Mónica, California, por complicaciones de un cáncer neuroendocrino.
Margie Petersen murió el 25 de noviembre de 2011.

### Colecciones
Petersen, también un empedernido cazador y coleccionista de armas, se hizo una colección considerable de cientos de armas de fuego, antiguas y modernas, únicas e históricamente significativas. Tras su muerte y cumpliendo sus deseos, la viuda de Petersen donó 400 piezas de su extensa colección al Museo Nacional de Armas de Fuego del NRA en Fairfax, VA. Entre su colección se exhiben las obras del grabador de armas de fuego Richard Roy de Connecticut Shotgun. Además, es propietario de los únicos tres Parker Invincibles jamás producidos por Parker Bros.

### Vida personal
Petersen se casó con Margie McNally en 1963 y tuvieron dos hijos que murieron en un accidente aéreo en 1975. Residían en una mansión ubicada en 625 Mountain Drive en Beverly Hills, California, anteriormente propiedad de los actores Harry Joe Brown y Sally Eilers. Fue diseñado por el arquitecto Paul R. Williams y construido entre 1937 y 1938.

### Premios
Fue incluido en el Salón de la Fama de los Deportes de Motor de Estados Unidos en 2013.